# Carl Mörner af Tuna
Carl Mörner, född 21 februari 1605 i Stockholm, död 25 maj 1665 i Dorpat, var en svensk friherre och riksråd.

## Biografi
Carl Mörner föddes 1605 i Stockholm. Han var son till landshövdingen Otto Helmer von Mörner och Maria von der Grünau. Mörner studerade 1622–1629 i Leiden och Paris. Han tjänstgjorde som hovjunkare hos Gustav II Adolf under trettioåriga kriget. När kungen hade stupat vid Slaget vid Lützen 1632 följde Mörner med likfärden till Stockholm. 
Åren 1635–1636 var Mörner assessor i Göta hovrätt, tjänstgjorde sedan 1636–1641 i Kammarrevisionen och var 1641–1645 ståthållare i Viborg. Han utnämndes 1645 till generalguvernör över Ingermanland, 1651 till president i Dorpats hovrätt, 1653 till riksråd och 1662 till president i Göta hovrätt. Han erhöll 1652 friherrlig värdighet.
Mörner ägde Tuna kungsgård i Rystads socken, Lempaala i Ingermanland och Näs i Bjurbäcks socken.

### Familj
Mörner gifte sig 10 januari 1636 på Mossebo i Rinna socken med Maria Ribbing (1614–1678). Hon var dotter till ståthållaren Lindorm Ribbing och Märta Bonde. De fick tillsammans barnen kommissarien Lennart Mörner (1636–1675) vid ett bergsregemente, majoren Otto Mörner (1637–1674), kaptenen Carl Mörner (1638–1673) i Västmanlands regemente, landshövdingen Berndt Didrik Mörner (1639–1710) i Blekinge län, överstelöjtnanten Gustaf Mörner (1640–1705) i Smålands kavalleriregemente, översten Lars Axel Mörner (1642–1676) i Östgöta sexmänningsregemente, majoren Ludvig Mörner (1645–1675) i Hälsinge regemente och Christina Maria Mörner (född 1653) som var gift med generalmajoren Johan Ribbing.